# Dorothea Lange

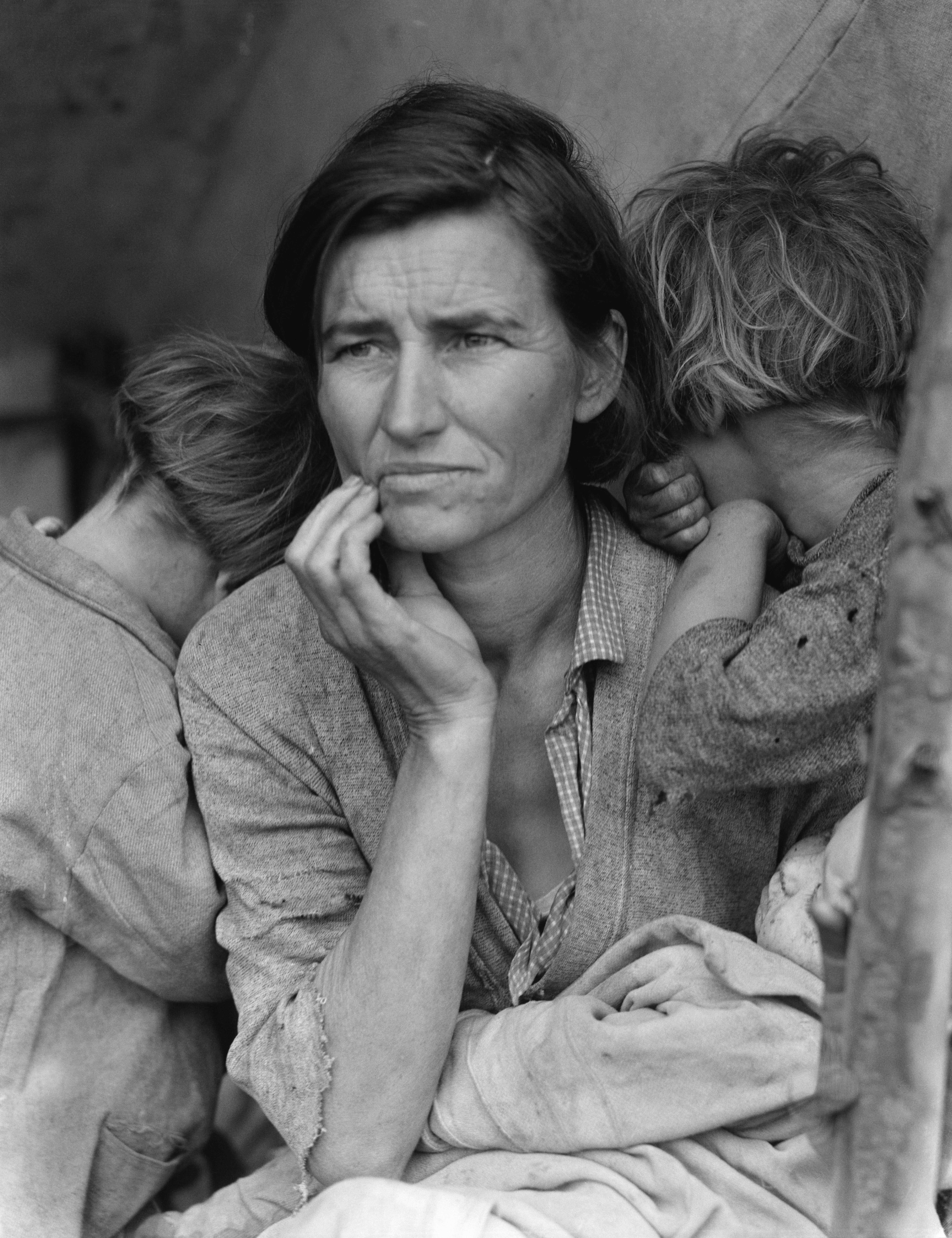
Migrant Mother, 1936

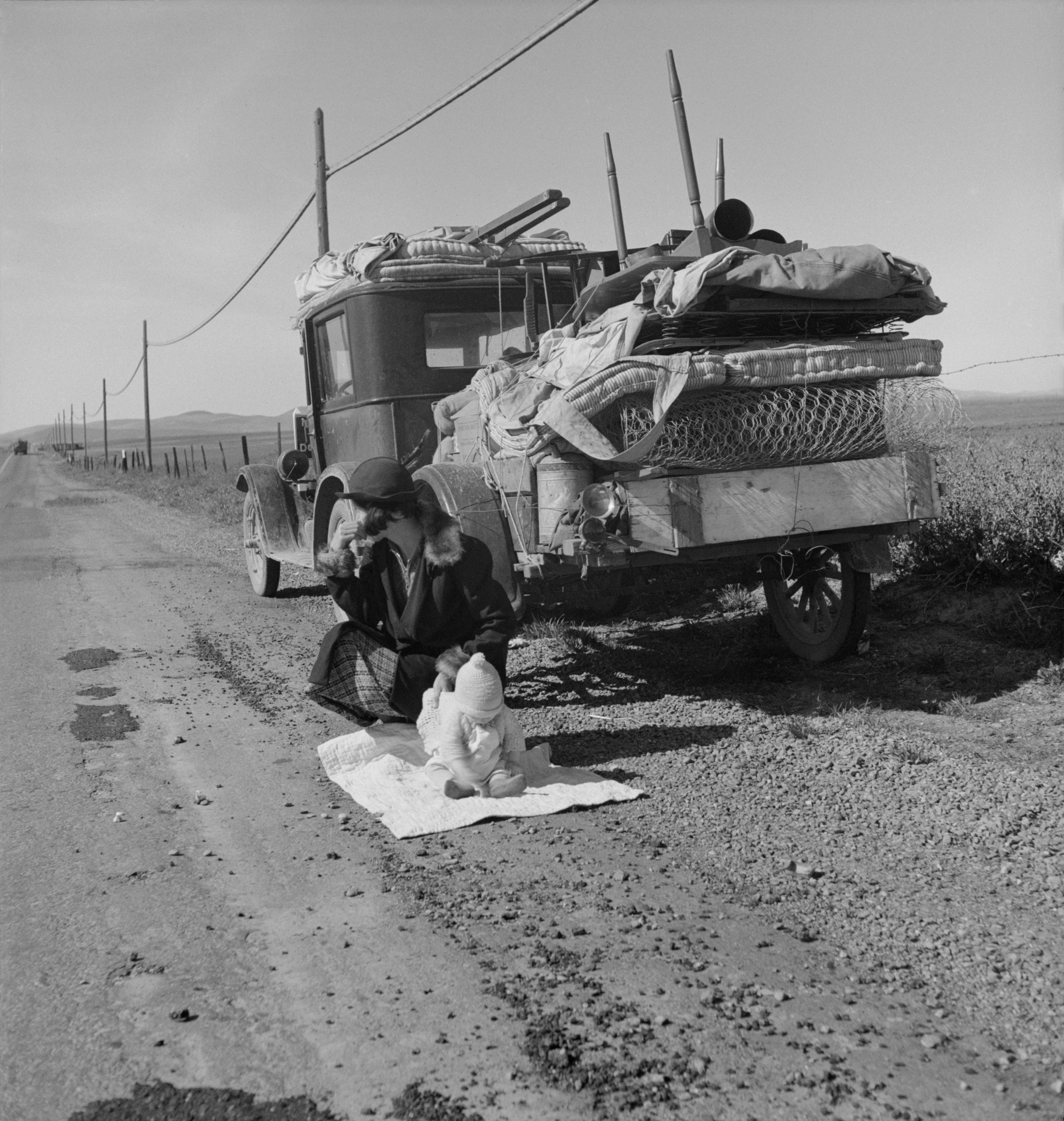
Broke, baby sick, and car trouble!, 1937

Dorothea Lange (Hoboken (New Jersey), 26 mei 1895 - 11 oktober 1965) was een Amerikaanse fotografe die vooral bekend is geworden door haar documentaire werk in opdracht van de Farm Security Administration omtrent de gevolgen van de Grote Depressie.

## Biografie
Lange werd geboren als Dorothea Nutzhorn in Hoboken, New Jersey. Op 7-jarige leeftijd kreeg ze polio, een ziekte waar op dat moment geen behandeling voor bestond. Ze hield er een misvormde rechtervoet aan over. Haar vader liet haar en haar moeder in de steek toen ze 12 was, reden voor haar om de achternaam van haar moeder aan te nemen. Na enkele jaren als assistent voor diverse fotografen gewerkt te hebben, opende ze in 1918 in San Francisco een portretstudio, die een succes werd. In 1920 huwde ze met de schilder Maynard Dixon, met wie ze twee zoons kreeg. Begin 1935 kreeg ze een betrekking als fotograaf voor het Amerikaanse overheidsorgaan Resettlement Administration, later geheten Farm Security Administration. Haar opdracht was het vastleggen van de gevolgen van de Depressie op het sterk verarmde Amerikaanse platteland. Een vorm van sociale fotografie. Hierbij werkte ze veel samen met de econoom Paul Schuster Taylor, met wie ze in 1935 huwde, na een scheiding van Dixon.
De door Lange en haar collega's voor de FSA gemaakte foto's werden gratis ter beschikking gesteld van Amerikaanse kranten en tijdschriften.
Haar meest bekende foto is getiteld Migrant Mother uit 1936, waarop Florence Owens Thompson is afgebeeld met drie van haar kinderen. De identiteit van mevrouw Thompson bleef echter onbekend tot 1978.
In de Tweede Wereldoorlog richtte Lange zich, in opdracht van de War Relocation Authority, op het vastleggen van de omstandigheden waaronder Japanse Amerikanen na de aanval op Pearl Harbor werden geïnterneerd. Na de Tweede Wereldoorlog doceerde ze fotografie aan de San Francisco Art Institute. Na reeds langere tijd aan diverse ziekten te hebben geleden, overleed ze in 1965 aan slokdarmkanker.
- Bibsys: 90071713
- Biblioteca Nacional de Chile: 000393336
- Biblioteca Nacional de España: XX918310
- Bibliothèque nationale de France: cb121179469 (data)
- Catàleg d'autoritats de noms i títols de Catalunya: 981058609753306706
- CiNii: DA04587171
- Gemeinsame Normdatei: 118778668
- International Standard Name Identifier: 0000 0003 6853 8723
- Library of Congress Control Number: n79100159
- Nationale Bibliotheek van Letland: 000188086
- MusicBrainz: 2dc92198-f040-4f4c-8ee4-62451ba26fc7
- National Archives and Records Administration: 10582293
- National Gallery of Victoria: 2191
- Nationale Bibliotheek van Tsjechië: xx0079129
- Nationale bibliotheek van Australië: 35290688
- Nationale Bibliotheek van Israël: 987007274250005171
- Nationale Bibliotheek van Polen: a0000001691718
- Nationale en Universitaire bibliotheek Zagreb: 000456755
- Nederlandse Thesaurus van Auteursnamen: 070638640
- ORCID: 0000-0002-9833-7917
- PIC: 1971
- Réseau des bibliothèques de Suisse occidentale: 02-A003494320
- RKD-Nederlands Instituut voor Kunstgeschiedenis: 259681
- Istituto Centrale per il Catalogo Unico: CFIV108380
- LIBRIS: 281865
- SNAC: w6rz143p
- Système universitaire de documentation: 029584736
- Semantic Scholar: 2053516792
- Trove: 899601
- Union List of Artist Names: 500007674
- Virtual International Authority File: 77594538
- WorldCat: E39PBJr3pjVJDJTdPCtXcmyTpP